# Savinien-Edme Dubourjal
Pour les articles homonymes, voir Dubourjal.
Savinien-Edme Dubourjal, né le 2 décembre 1795 à Paris et mort le 6 décembre 1865 à Neuilly, est un peintre miniaturiste français.

## Biographie
Né à Paris le 2 décembre 1795, Savinien-Edme Dubourjal est le fils de Charles-Jean-Baptiste Dubourjal-Corbet-Carpez, originaire de Savoie, et de Marguerite-Elisabeth, née Rouvier.
Entré à l’École des beaux-arts le 23 août 1819, Savinien Dubourjal fut l'élève de Girodet-Trioson. Entre 1824 et 1853, il a exposé plusieurs œuvres au Salon, principalement des miniatures et des aquarelles.

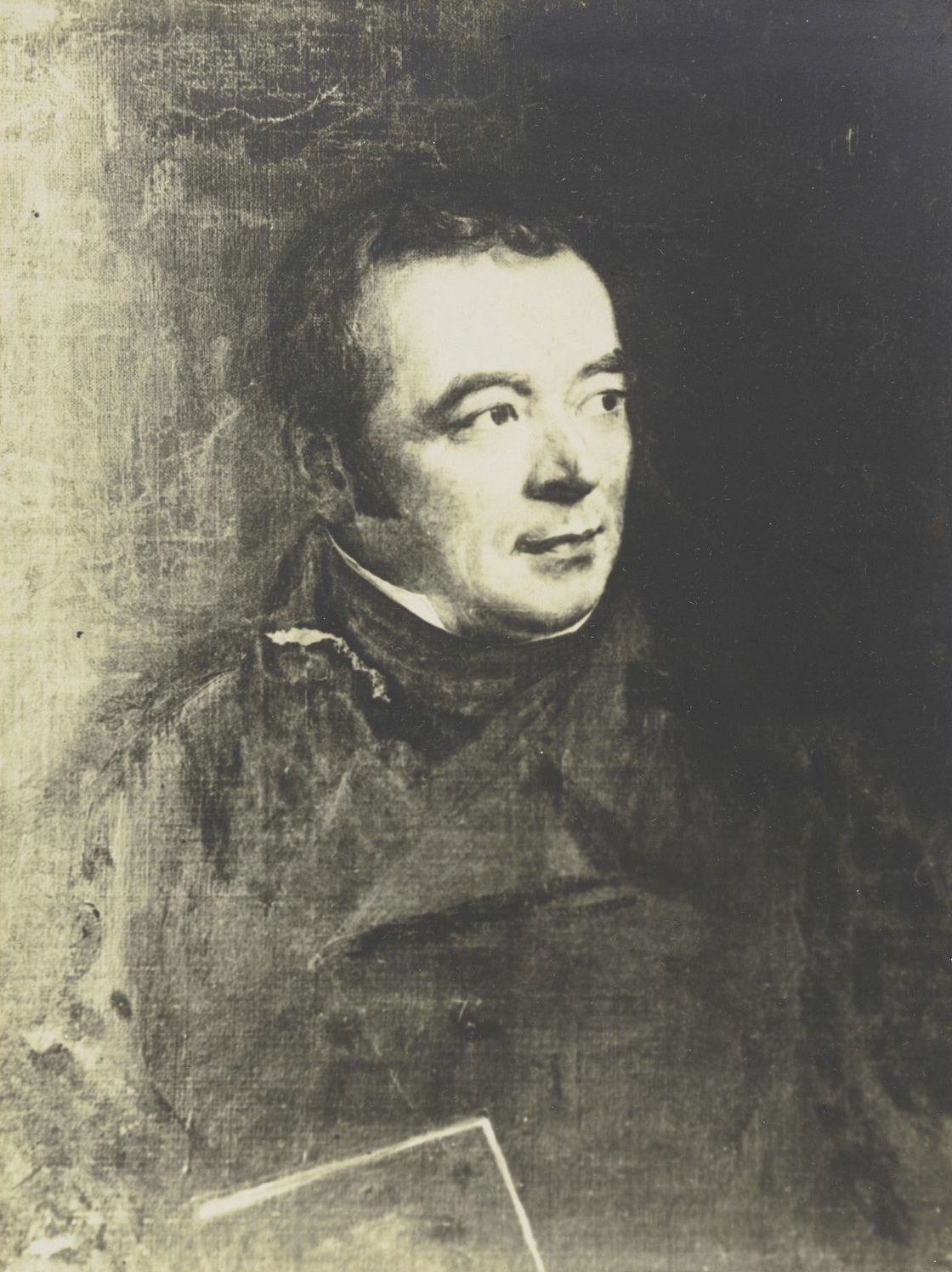
Photographie noir et blanc du portrait de Dubourjal par Healy (détruit lors d'un incendie).

Vers 1835, Dubourjal s'est durablement lié d'amitié avec un jeune élève du baron Gros, le portraitiste américain G. P. A. Healy. Aux côtés de ce dernier, Dubourjal travailla quelque temps à Londres (1837) ainsi qu'aux États-Unis (1844-1850), où il réalisa des portraits d'hommes politiques et d'autres notables. Avant même ce séjour outre-Atlantique, il avait envoyé des aquarelles et des miniatures à l'Académie des beaux-arts de Pennsylvanie (1824), à l'Académie américaine des beaux-arts (1832) et à l'Athénée de Boston (1836). Présent à Boston en 1846 puis, de 1847 à 1850, à New York, il exposa plusieurs œuvres dans cette dernière ville à l'occasion des expositions de l'Académie américaine des beaux-arts.
Âgé de 70 ans, « Edme Savinien Dubourjal Corbay Carpez, artiste peintre », est mort le 6 décembre 1865 au no 122 de l'avenue de Neuilly à Neuilly.

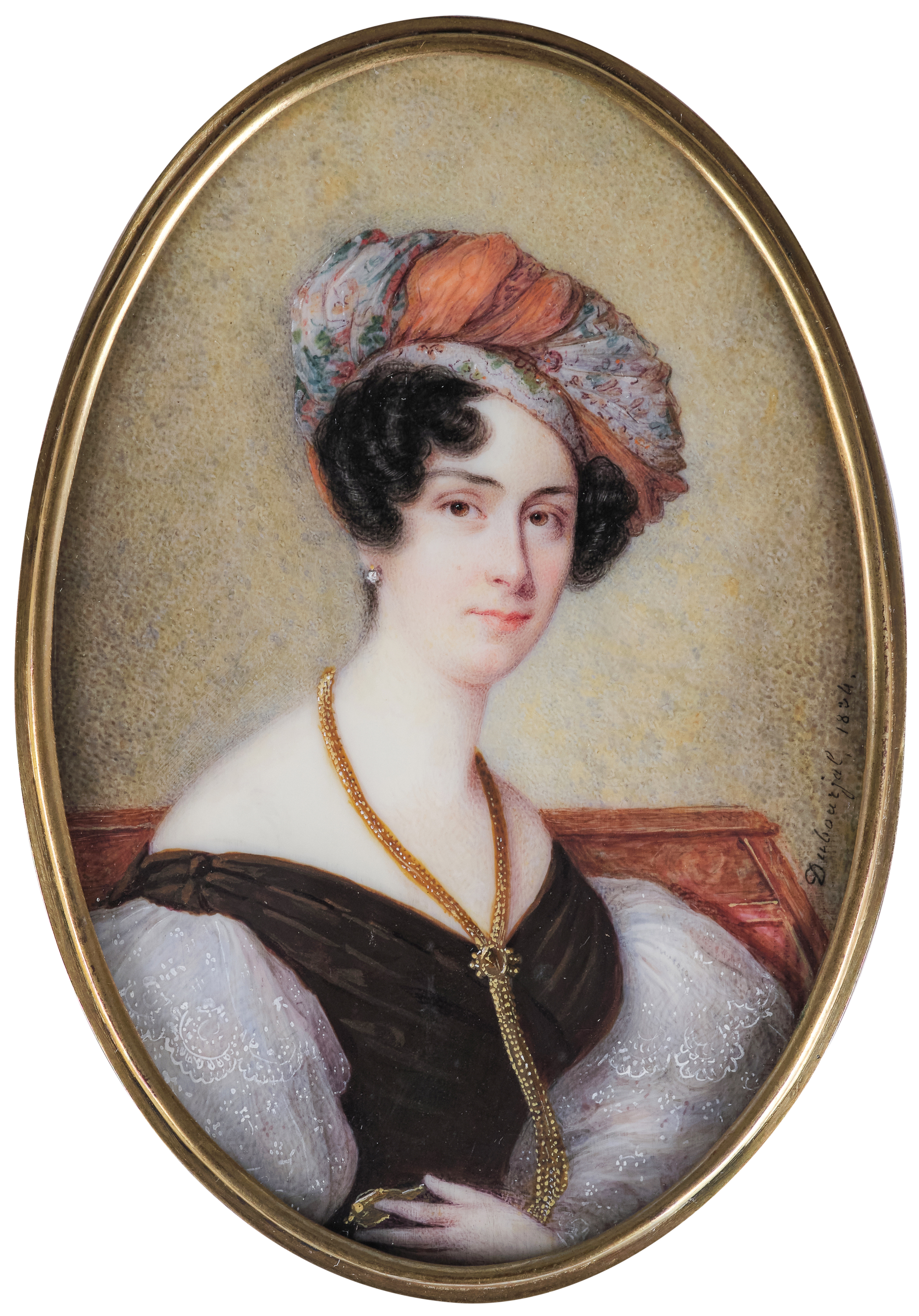
Portrait d'une dame au turban coloré, 1834.
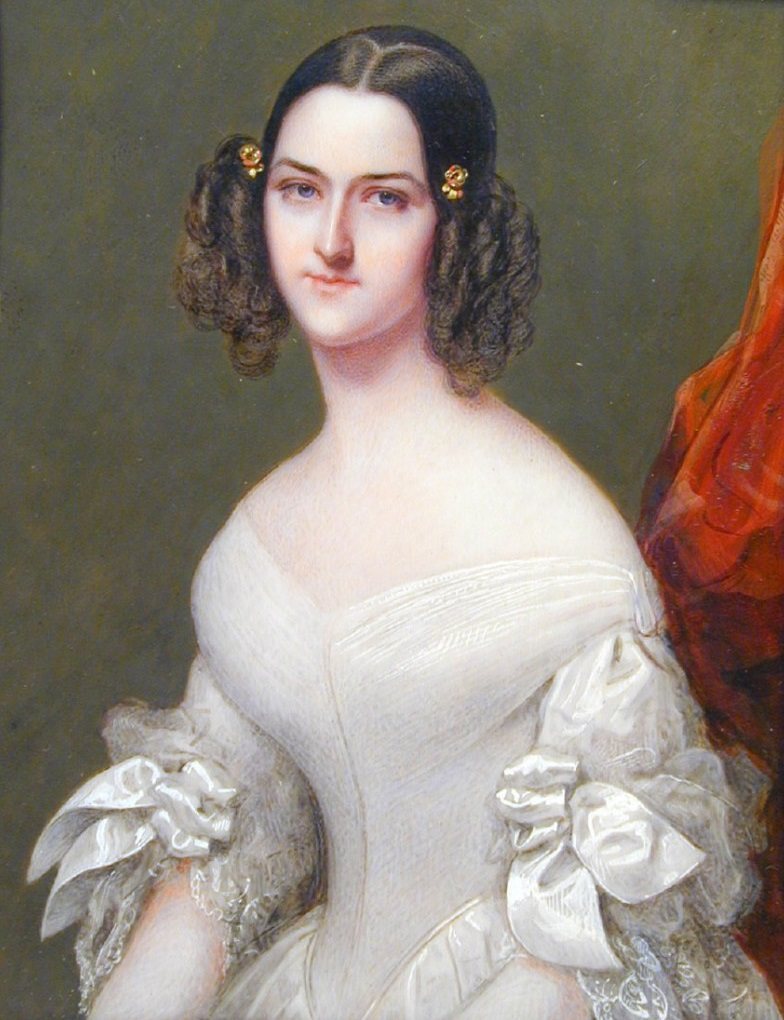
Portrait d'une dame, 1839, Gibbes Museum of Art.
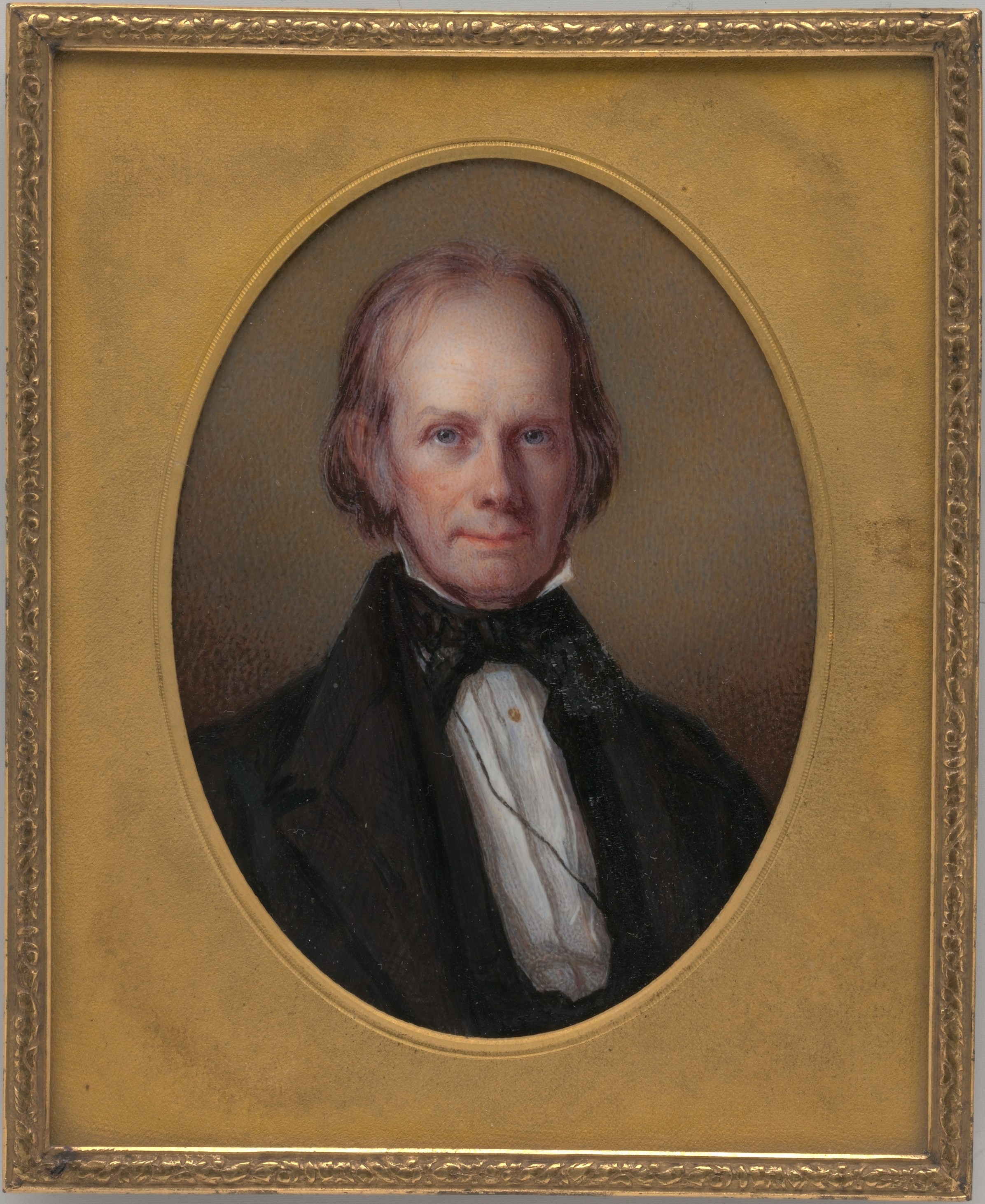
Portrait d'Henry Clay, vers 1845, Metropolitan Museum of Art.
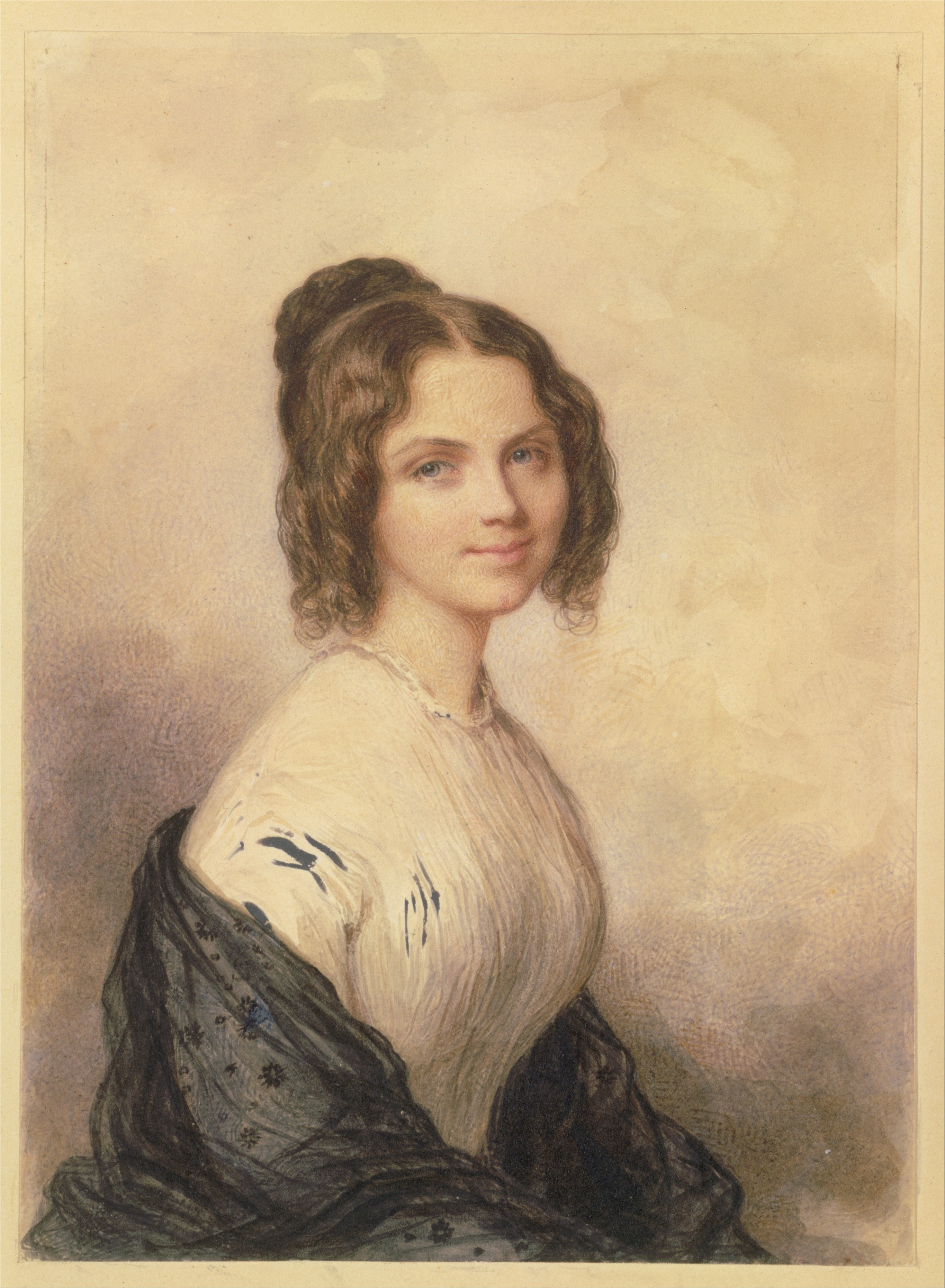
Portrait d'Anne Lynch Botta, vers 1847, Metropolitan Museum of Art.